# Nyctiophylax rectus
Nyctiophylax rectus là một loài Trichoptera hóa thạch trong họ Polycentropodidae.